# Xavier Cañellas
Xavier Cañellas Sánchez (Puigpunyent, 16 de março de 1997) é um ciclista espanhol profissional desde 2019. Combina o ciclismo de pista, onde tem conseguido vários campeonatos da Espanha, com o ciclismo de estrada.

## Trajetória
Destacou como amador ganhando provas como o Grande Prêmio Macario ou etapas na Volta ao Bidasoa e a Volta a Castellón. Estes resultados levaram-lhe ao profissionalismo da mão do conjunto Profissional Continental Caja Rural-Seguros RGA.
Ainda que em 2020 conseguiu sua primeira vitória, uma etapa da Belgrado-Bania Luka, a equipa navarra não lhe renovou o contrato e a 11 de janeiro de 2021 se fez oficial sua incorporação ao Gios-Kiwi Atlántico.

## Palmarés

### Estrada
- 2020
  - 1 etapa da Belgrado-Bania Luka

### Pista
- 2015
  - Campeonato da Espanha de Perseguição por equipas

- 2016
  - Campeonato da Espanha de Perseguição por equipas  
  - Campeonato da Espanha Madison (fazendo casal com Albert Torres Barceló)

- 2017
  - Campeonato da Espanha de Perseguição por equipas  
  - Campeonato da Espanha Madison (fazendo casal com Albert Torres Barceló)

- 2018
  - Campeonato da Espanha de Perseguição por equipas

- 2019
  - Campeonato da Espanha de Perseguição por equipas  
  - Campeonato da Espanha Madison (fazendo casal com Albert Torres Barceló)

- 2021
  - Campeonato da Espanha de Pontuação  
  - Campeonato da Espanha de Scratch